# Irish League Cup 2018-2019
La Irish Football League Cup 2018-2019, denominata BetMcClean.com League Cup per ragioni di sponsorizzazione, è stata la 33ª edizione della competizione che è iniziata il 4 agosto 2018 ed è terminata il 16 febbraio 2019. Il Linfield ha conquistato il trofeo per la decima volta nella sua storia.

## Primo turno
| 4 agosto 2018      |       |                    |
| Dundela            | 1 – 3 | Knockbreda         |
| Lurgan Celtic      | 4 – 0 | Armagh City        |
| PSNI               | 1 – 0 | Banbridge Town     |
| Queen's University | 3 – 4 | Lisburn Distillery |

## Secondo turno
| 28 agosto 2018          |                 |                        |
| Annagh Utd              | 1 – 3           | Warrenpoint Town       |
| Ards                    | 3 – 2           | Newington Youth        |
| Ballinamallard Utd      | 4 – 1           | Lurgan Celtic          |
| Ballymena Utd           | 5 – 1           | Dollingstown           |
| Carrick Rangers         | 6 – 0           | Sport & Leisure Swifts |
| Cliftonville            | 5 – 1           | Lisburn Distillery     |
| Coleraine               | 2 – 1           | Ballyclare Comrades    |
| Crusaders               | 4 – 1           | PSNI                   |
| Dungannon Swifts        | 2 – 1 (dts)     | Limavady Utd           |
| Glenavon                | 0 – 1           | Dergview               |
| Glentoran               | 3 – 2 (dts)     | Larne                  |
| Institute               | 5 – 1           | Loughgall              |
| Linfield                | 8 – 0           | Moyola Park            |
| Newry City              | 1 – 0           | Knockbreda             |
| Portadown               | 3 – 0 (dts)     | Tobermore United       |
| 12 settembre 2018       |                 |                        |
| Harland & Wolff Welders | 3 – 3 (4-2 dtr) | Portstewart            |

## Ottavi di finale
| 9 ottobre 2018   |                 |                         |
| Ballymena Utd    | 1 – 0           | Harland & Wolff Welders |
| Cliftonville     | 3 – 2           | Carrick Rangers         |
| Crusaders        | 2 – 1           | Ballinamallard Utd      |
| Dergview         | 1 – 4           | Ards                    |
| Warrenpoint Town | 2 – 3 (dts)     | Dungannon Swifts        |
| 30 ottobre 2018  |                 |                         |
| Glentoran        | 3 – 3 (3-2 dtr) | Coleraine               |
| Linfield         | 5 – 0           | Institute               |
| Newry City       | 1 – 1 (1-4 dtr) | Portadown               |

## Quarti di finale
| 13 novembre 2018 |                 |                  |
| Ards             | 0 – 1           | Ballymena Utd    |
| Glentoran        | 2 – 4           | Crusaders        |
| 20 novembre 2018 |                 |                  |
| Cliftonville     | 1 – 1 (2-3 dtr) | Dungannon Swifts |
| 4 dicembre 2018  |                 |                  |
| Portadown        | 1 – 2           | Linfield         |

## Semifinali
| 11 dicembre 2018 |             |               |
| Crusaders        | 0 – 1       | Ballymena Utd |
| Dungannon Swifts | 0 – 1 (dts) | Linfield      |

## Finale
| Arbitro: | Andrew Davey |

|  |           |                |
|  | Marcatori | 15’ Waterworth |